# Битва за Алжир (фільм)
«Битва за Алжир» (італ. La Battaglia di Algeri; араб. معركة الجزائر; фр. La Bataille d'Alger) — військова кінодрама італійського режисера Джилло Понтекорво, відзначена вищою нагородою Венеційського кінофестивалю — «Золотий лев». Фільм оснований на книзі мемуарів Язєва Сааді — одного з лідерів Фронту національного звільнення, він спродюсував картину і зіграв у ній самого себе. Вихід картини на екрани в 1966 у став одним з найгучніших кіноскандалів десятиліття. Широко відома музика до фільму, яку написав Енніо Морріконе.
На 1 березня 2024 року фільм займав 241-шу позицію у списку 250 кращих фільмів за версією IMDb.

## Сюжет
В центрі фільму — події алжирської боротьби за незалежність в проміжку між 1954 і 1960 рр., Пропущені через спогади головного героя.
Війну показано з обох сторін. Алжирці домагаються незалежності. Зіткнення цих сил викликає вибух. Французи застосовують тортури, алжирці — підривають бомби в магазинах. Війну показано як огидну річ, яка плямує усіх, хто в ній бере участь.

## В ролях
- Жан Мартен — полковник Матьє
- Брахім Хаджадж — Алі Ла Пуант ( Ali La Pointe)
- Сааді Ясеф — Джафар
- Самія Кербаш — одна з дівчат
- Уго Палетті — капітан
- Фусія Ель Кадер — Галима
- Мохаммед Бен Кассем — маленький Омар

## Нагороди та номінації
- 1966 — приз «Золотий лев» і приз ФІПРЕССІ Венеційського кінофестивалю.
- 1967 — три премії «Срібна стрічка» Італійського національного синдикату кіножурналістів: найкращий режисер (Джилло Понтекорво), найкращий продюсер (Антоніо Мусу), найкраща чорно-біла операторська робота (Марчелло Гатті).
- 1967 — номінація на премію «Оскар» за найкращий фільм іноземною мовою.
- 1969 — дві номінації на премію «Оскар»: найкращий режисер (Джилло Понтекорво), найкращий оригінальний сценарій (Джилло Понтекорво, Франко Солінас).
- 1972 — приз ООН (UN Award) в рамках премії BAFTA.